# Thaís de Andrade
Thaís Helena Andrade Pereira dos Santos (São Paulo, 9 de fevereiro de 1957 — São Paulo, 27 de abril de 1996) foi uma atriz brasileira.

## Biografia
A atriz paulistana foi revelada no programa Moacyr TV de Moacyr Franco, exibido pela Rede Globo na década de 70, de onde também saíram atrizes como Myrian Rios e Sílvia Salgado. Thaís estreou na emissora na novela Locomotivas como a doce e esperta Renata, em 1977. Na Globo, ainda participou de outras tramas, como Pai Herói (1979) e Chega Mais (1980). Também trabalhou no SBT, em novelas como Sombras do Passado (1983), Vida Roubada (1983/1984) e Jogo do Amor (1985). Também participou de vários episódios da série Teletema, na Globo, e fez parte do elenco fixo de A Praça é Nossa do SBT, no final dos anos 80. Na década de 90, participou também de várias esquetes de A Escolinha do Golias.

## Morte
Faleceu precocemente depois de padecer de câncer linfático, aos 39 anos.

## Filmografia

### Televisão
- 1987/1996 A Praça É Nossa - Várias personagens (SBT)
- 1991   A Escolinha do Golias (SBT) - Várias personagens
- 1988/1990  Veja O Gordo (SBT) - Várias personagens
- 1985/1986 Uma Esperança no Ar (SBT)
- 1985   Jogo do Amor - Suzana (SBT)
- 1984 - Show sem limite SBT
- 1983/1984   Vida Roubada - Nely Carvalho (SBT)
- 1983   A Justiça de Deus - Adriana (SBT)
- 1983   Sombras do Passado - Isa (SBT)
- 1981   Sítio do Picapau Amarelo - Tudinha (Rede Globo)
- 1980 Cabaret Literário TV Cultura
- 1980   Chega Mais - Rosa (Rede Globo)
- 1980   Olhai Os Lírios do Campo - Eunice (Rede Globo)
- 1979   Feijão Maravilha - Andorinha (Rede Globo)
- 1979   Pai Herói - Odete (Rede Globo)
- 1978 - Praça da Alegria
- 1977/1978   Sinhazinha Flô - Chiquinha (Rede Globo)
- 1977   Locomotivas  - Renata Cabral (Rede Globo)
- 1977 - Chico City
- 1977 - Moacyr Tv

### Cinema
- 1978 A Dama do Lotação
- 1974 O Amuleto de Ogum

## Teatro
- 1988 Novela das Oito
- 1982 Peer Gynt. Estreia no Teatro Ginástico (Rio de Janeiro), em março de 1982. Levada para o Teatro Guaíra, em Curitiba, em junho de 1982, foi uma produção do Grupo Engenho de Teatro, sob direção de Marcos Fayad, o elenco composto por Arnaldo Marques, Theotônio de Paiva, Rogério Lima, Thaís de Andrade.[1]